# Ainhoa
Ainhoa település Franciaországban, Pyrénées-Atlantiques megyében. Lakosainak száma 665 fő (2022. január 1.). Ainhoa Espelette, Saint-Pée-sur-Nivelle, Souraïde, Urdazubi/Urdax, Itxassou és Baztan községekkel határos.

## Népesség
A település népességének változása:
| Lakosok száma | 666  | 668  | 677  | 672  | 671  | 670  | 668  | 667  | 665  |
|               | 2013 | 2015 | 2016 | 2017 | 2018 | 2019 | 2020 | 2021 | 2022 |